# Московський драматичний театр Армена Джигарханяна
Московський драматичний театр під керівництвом Армена Джигарханяна (спочатку — під назвою «Театр «Д») створений 12 березня 1996 на основі групи випускників курсу ВДІК наказом Комітету з культури Уряду Москви.

## Актори
- В'ячеслав Агашкін
- Кирило Анісімов
- Олексій Анненков
- Юрій Анпілогов
- Анна Башенкова
- Наталя Боярьонок
- Олександр Бухаров
- Сергій Виноградов
- Аліна Власова
- Валерія Войченко
- Олеся Галькевич
- Анна Галінова
- Оксана Голубєва
- Іван Гордієнко
- Ксенія Громова
- Анатолій Дзіваєв
- Ксенія Дровникова
- Сахат Дурсунов
- Олеся Казаєва
- Володимир Капустін
- Марія Козлова
- Наталія Колодяжна
- Олександр Копилов
- Анатолій Кот
- Георгій Кришталь
- Олена Ксенофонтова
- Ольга Кузіна
- Світлана Лаккай
- Анастасія Лапіна
- Олексій Лапшин
- Юрій Ларьов
- Інна Лясковець
- Світлана Макарова-Васильченко
- Вадим Медведєв
- Олена Медведєва
- Андрій Мерзлікін
- Олександр Михайлов
- Анатолій Морозов
- Фаріда Мумінова
- Тетяна Мухіна
- Денис Надточій
- Дана Назарова
- Георгій Налоєв
- Олена Нестерова
- Тетяна Паршина
- Ольга Прихудалова
- Юлія Савіна
- Валентин Самохін
- Надія Селіванова
- Марія Сімдянкіна
- Ірина Соболєва
- Марія Соловйова
- Петро Ступін
- Євген Сущев
- Уляна Фролова
- Ксенія Худоба
- Юлія Чарна
- Ольга Чернова
- Віталій Четков
- Світлана Чигріна
- Олексій Шевченков
- Ольга Шевченкова
- Семен Штейнберг
- Марина Штода
- Станіслав Евентов
- Михаило Железнов